# 科林斯 (密西西比州)
科林斯（英語：Corinth）是一個位於美國密西西比州奧爾康縣的城市。根據2010年美國人口普查，該地共人口14573人，而該地的面積約為78.4平方千米。同時該地也是奧爾康縣的縣治。

## 地理
科林斯的座標為34°56′14″N 88°30′55″W / 34.93722°N 88.51528°W，而該地的平均海拔高度為134米（即440英尺）。